# Rosa Toran Belver
Rosa Toran Belver (Manresa, 5 de novembre de 1947 - el Masnou, 30 de juny de 2023) fou una historiadora catalana.

## Biografia
Filla de Daniel Toran Martínez, de la Pobla de Lillet, escrivent, corresponsal periodístic i botiguer de roba, i d'Empar Belver Gabaldón, d'Utiel. Els seus pares i oncles foren represaliats pel franquisme. El seu oncle Bernat Toran Martínez fou deportat al camp de concentració nazi de Mauthausen, on perdé la vida.
Començà els a Casa Caritat i després passà a l'Institut Lluís de Peguera, de Manresa. Posteriorment estudià a la Facultat de Filosofia i Lletres de la Universitat de Barcelona i l'any 1973 es llicencià. L'any 1983 es va doctorar en Història per la Universitat Autònoma de Barcelona. La seva tesi doctoral fou Política cultural de l'Ajuntament de Barcelona. 1930-1936 (1982) i fou dirigida per Albert Balcells i González. Fou professora d'història a diversos instituts d'ensenyament secundari: al COPEM i Bellvitge, de l'Hospitalet de Llobregat, al Masnou, Badia del Vallès, Sant Adrià del Besòs i Vilassar de Mar. Políticament, milità a Iniciativa per Catalunya Verds i posteriorment a En Comú Podem, del qual era coordinadora local al Masnou.
Participà en grups de recerca universitaris. Fou becada per l'Institut d'Estudis Catalans i la Fundació Jaume Bofill. Estudià la política municipal de l'Ajuntament de Barcelona durant la Restauració Borbònica i la Segona República, i l'acció política de les dones, treballs pels quals va rebre diversos premis. Moltes obres les feu en col·laboració amb Cèlia Cañellas Julià, amb qui publicà diversos llibres i col·laborà en moltes obres col·lectives. També col·laborà amb regularitat en premsa i revistes especialitzades, on ha publicat una setantena d'articles.
Fou presidenta de l'Amical de Mauthausen. Com a membre de l'associació Amical de Mauthausen, portà a terme diverses tasques i fou comissària d'exposicions com Mauthausen, l'univers de l'horror (2001), Resistents i deportades (2003) o Més enllà de Mauthausen: Francesc Boix, fotògraf (2015). També investigà la deportació i la vida als camps nazis, singularment la dels republicans espanyols, i ha publicat els llibres Vida i mort dels republicans als camps nazis (2002), Mauthausen: crònica gràfica d'un camp de concentració (2002) i Els camps de concentració nazis: paraules contra l'oblit (2005).
L'any 1988 obtingué la Borsa d'Estudis Agustí Duran i Sanpere, dins els Premis Ciutat de Barcelona. L'any 2003 guanyà el Primer Premi Leonor Serrano i Pablo, d'història de l'educació, pel llibre Dolors Piera, mestra, política i exiliada, amb Cèlia Cañellas Julià. L'any 2015 guanyà el Premi Bages de Cultura per la seva trajectòria professional i pels seus treballs sobre els republicans que lluitaren contra el nazisme a França.
En els darrers anys publicà diversos llibres d'història del Masnou, vila on residia, i entre els quals destaca el llibre Història contemporània del Masnou (2017). El 2021, amb Cèlia Cañellas, publica l'obra Hilda Agostini: Les armes de la raó d'una mestra republicana, protestant i maçona, que va rebre el Premi Bones Lletres d'Assaig Humanístic, concedit per Grup 62 i l'Acadèmia de les Bones Lletres de Barcelona. L'octubre de 2023, a títol pòstum, l'Ajuntament del Masnou li atorgà la distinció de Filla Adoptiva del Masnou i se li feu un homenatge públic.